# Sanbo Kyodan
A Sanbō Kyōdan (Japonês: 三宝教団,"Escola dos Três Tesouros") é a escola de Zen mais recente do Japão. Foi fundada em 1954 por Yasutani Hakuun, discípulo e sucessor de Harada Daiun. Ambos foram treinados e receberam a transmissão do Dharma na escola Soto, e Harada também completou o treinamento de koans da escola Rinzai. Ainda assim, sentiam-se insatisfeitos com a prática de Zen disponível no Japão.
Para Harada, o Zen no Japão do século XX havia se tornado um sistema formalizado de rituais vazios, em que poucos praticantes realmente atingiam a iluminação, e seus templos haviam se transformado negócios de família, passados de pai para filho, onde os monges limitavam-se a oficiar funerais.
Assim, a Sanbo Kyodan foi fundada para ser uma escola que congregasse tantos as práticas da Soto quanto as da Rinzai, e se focasse em atingir o Satori. Aceitando na prática que tanto monges quanto leigos podem atingir a iluminação, ambos tinham tratamento igualitário, podendo inclusive receber a transmissão do Dharma e ocupar cargos de liderança na hierarquia da escola. Além disso, movidos pelo espírito libertário do Japão pós-guerra, a Sanbo Kyodan recebeu e treinou ocidentais, tanto zen-budistas quanto de qualquer outra religião. Por isso, apesar de ser uma escola pequena no Japão, a Sanbo Kyodan exerceu grande influência no Zen praticado no Ocidente—mestres como Robert Aitken, Philip Kapleau e o padre Hugo Enomiya-Lassalle foram formados lá.

## Abades da SanbōKyōdan
1. Yasutani Hakuun, 1954-1970
2. Yamada Koun, 1970-1989
3. Kubota Jiun, 1989-2004
4. Yamada Ryoun, desde outubro de 2004